# Manhac
Manhac (okzitanisch gleichlautend) ist eine französische Gemeinde im Département Aveyron mit 873 Einwohnern (Stand: 1. Januar 2022) in der Region Okzitanien (vor 2016 Midi-Pyrénées). Sie gehört zum Arrondissement Villefranche-de-Rouergue (bis 2017 Arrondissement Rodez) und zum Kanton Ceor-Ségala. Die Einwohner werden Manhacois und Manhacoises genannt.

## Geografie
Manhac liegt in einem der südwestlichen Ausläufer des Zentralmassivs auf dem Plateau Ségala in der historischen Provinz Rouergue, etwa 15 Kilometer südwestlich von Rodez. Hier entspringt das Flüsschen Nauze, das zum Viaur entwässert. Umgeben wird Manhac von den Nachbargemeinden Baraqueville im Westen und Norden, Calmont im Osten, Sainte-Juliette-sur-Viaur im Südosten und Süden sowie Camboulazet im Südwesten und Westen.
Das Gemeindegebiet wird im Norden von der Bahnstrecke Castelnaudary–Rodez durchquert.

## Bevölkerungsentwicklung
| Jahr                       | 1962 | 1968 | 1975 | 1982 | 1990 | 1999 | 2006 | 2013 | 2019 |
| -------------------------- | ---- | ---- | ---- | ---- | ---- | ---- | ---- | ---- | ---- |
| Einwohner                  | 607  | 544  | 505  | 442  | 375  | 504  | 590  | 763  | 838  |
| Quellen: Cassini und INSEE |      |      |      |      |      |      |      |      |      |

## Sehenswürdigkeiten
- Kirche Saint-Pierre in Manhac
- Kirche Saint-Pierre im Weiler Naves
- Markthalle und Oratorium in Naves aus dem 16. Jahrhundert, seit 2004 als Monument historique eingetragen

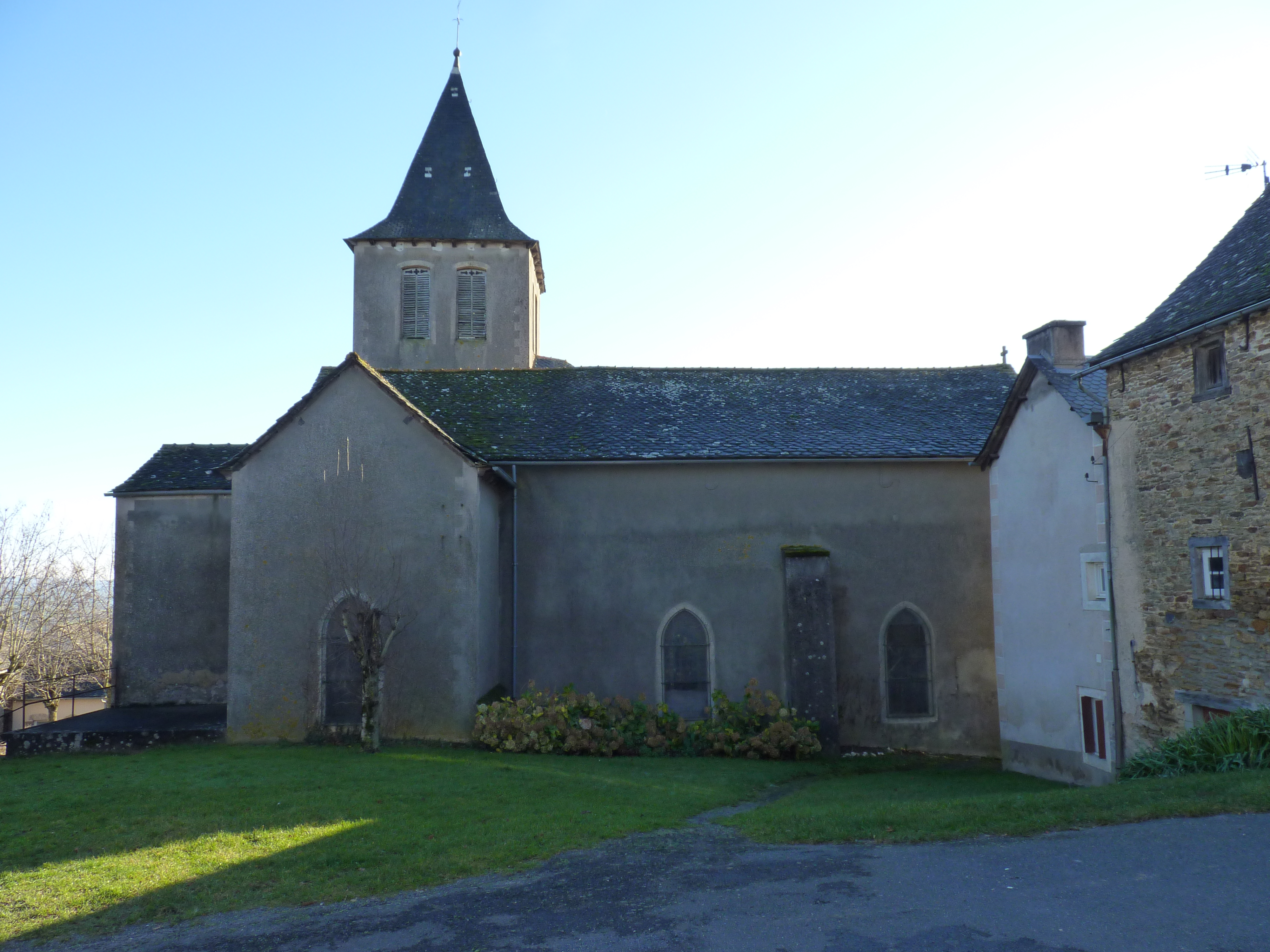
Kirche Saint-Pierre in Manhac
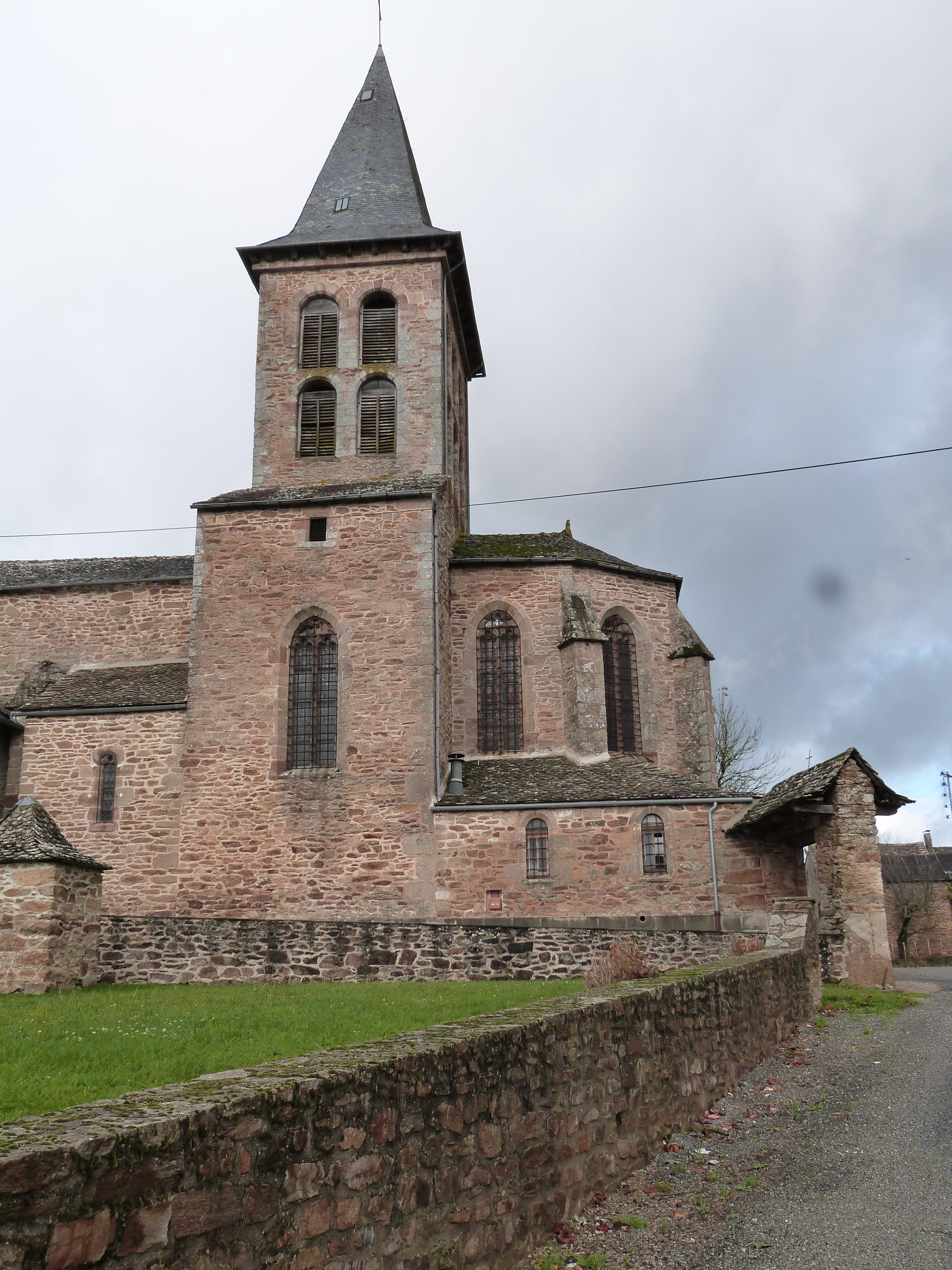
Kirche Saint-Pierre in Naves
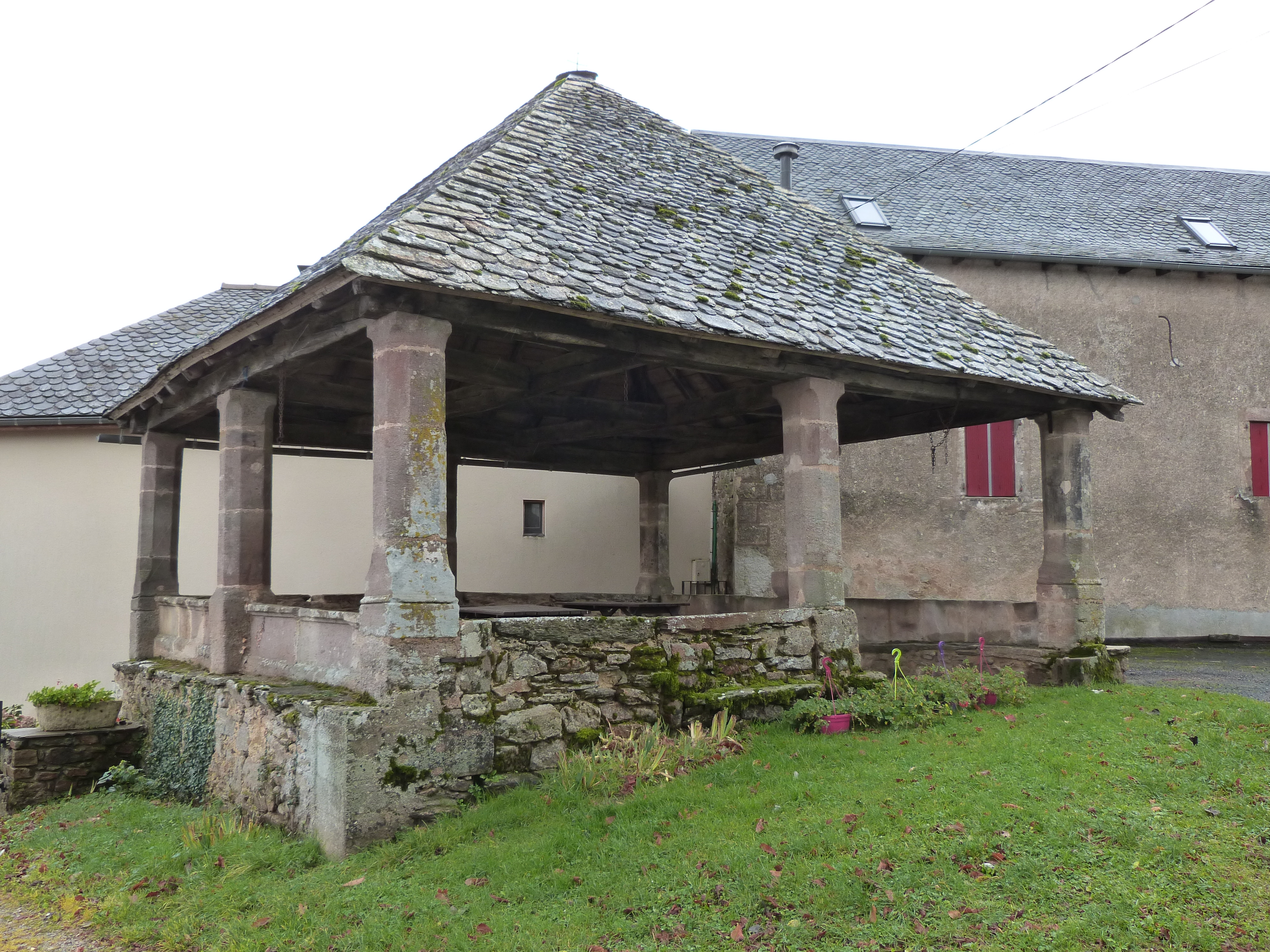
Markthalle und Oratorium